# 萨卡山

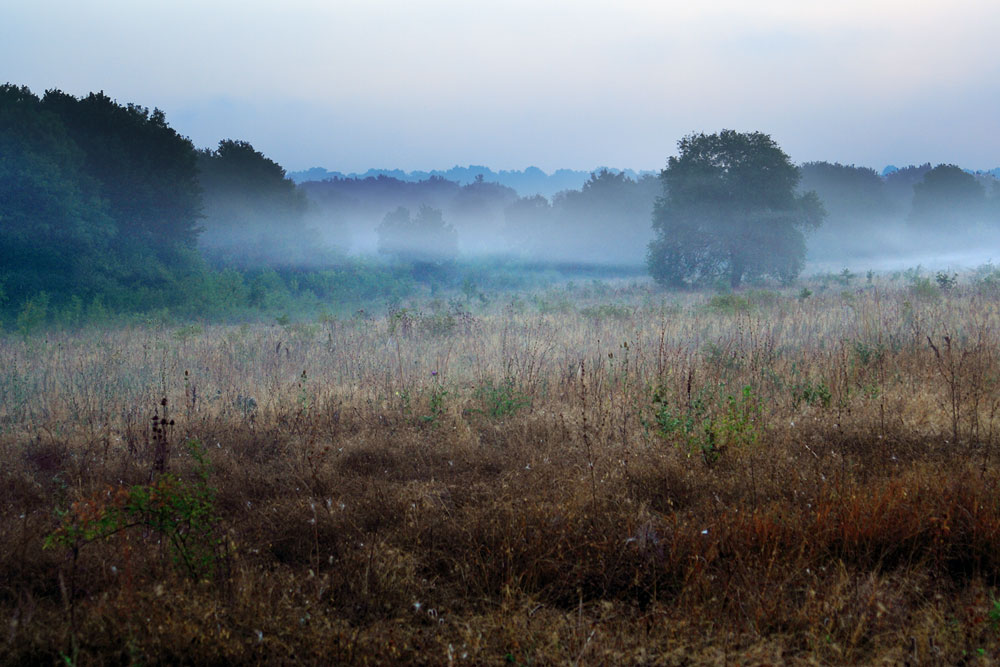

萨卡山是保加利亚东南部的一座山脉。这片穹形山地的最高点是维谢格拉德峰（Vishegrad，海拔856米）。萨卡山位于马里察河，登萨河，索科尼察河与萨斯利卡河之间。从托波洛夫格勒到斯维伦格勒的公路穿过这片山地。
自罗马时代以来，这片山区就有人类定居。此外这里也是保加利亚境内最大的濒危鹰类栖息地。
直到20世纪90年代，这一带都是十分偏僻落后的地区。